# Filippo Perini
Filippo Perini (Piacenza, 13 aprile 1965) è un designer italiano attivo in campo automobilistico.

## Biografia

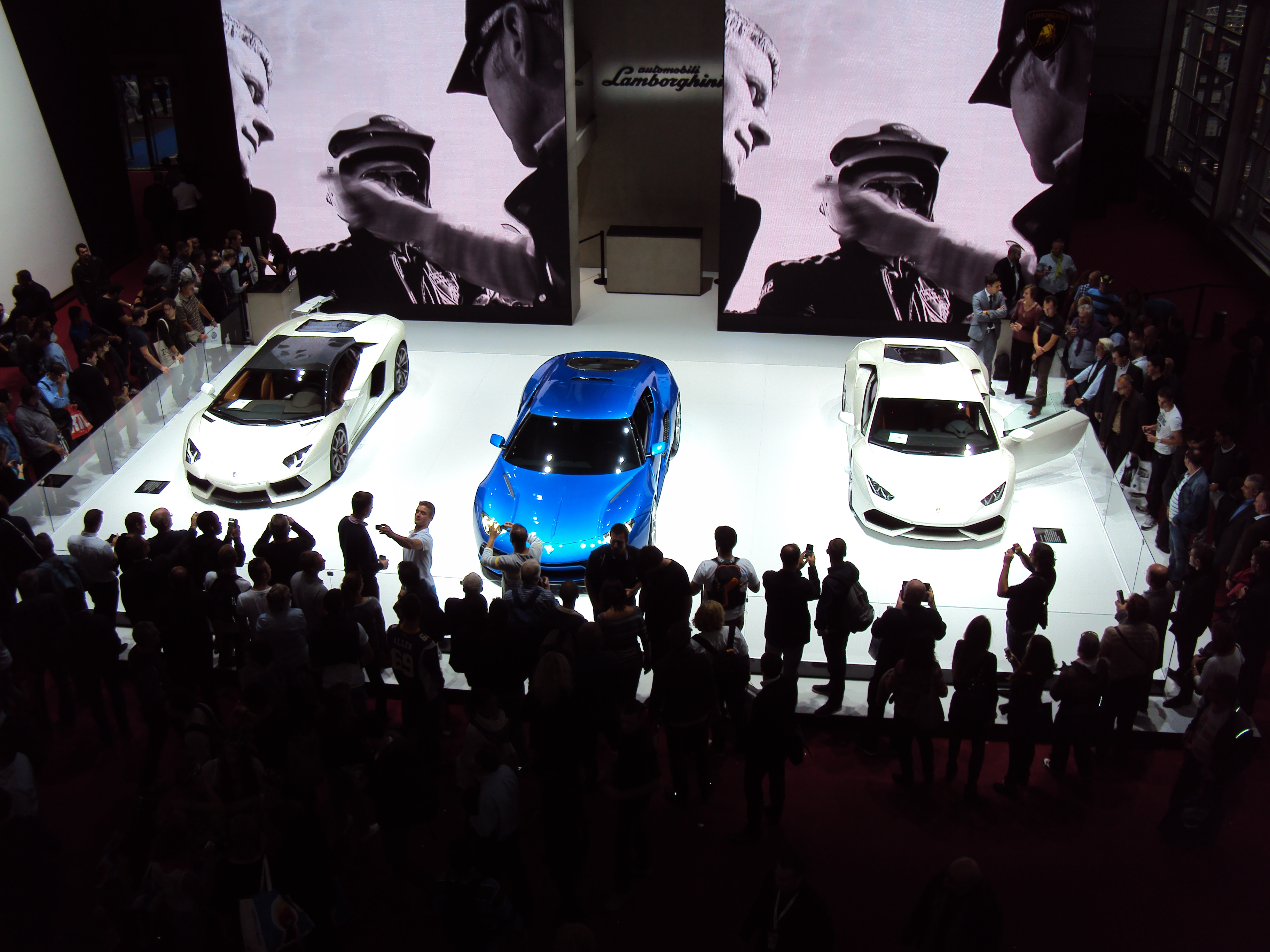
Vista dall'alto delle tre maggiori opere di Perini; da sinistra la Aventador, la Asterion e la Huracán

Bobbiese di origine, si è laureato in ingegneria meccanica al Politecnico di Milano iniziando a lavorare come collaboratore esterno all'Alfa Romeo, dedicandosi contemporaneamente anche a progetti di vario tipo non inerenti al mondo dell'automobile. Viene in seguito assunto a tempo pieno dal Centro Stile Alfa Romeo partecipando allo sviluppo delle Alfa Romeo GTV e Spider del 1995, 156 del 1997, 166 del 1998, oltre che alle concept car Nuvola e Kamal. Nel 2001 viene nominato capo del design degli esterni e in questa veste firma la 147 e la concept car dell'Alfa Romeo 8C Competizione presentata nel 2002.
Nel 2003, chiamato da Walter de Silva con cui aveva già collaborato in Alfa Romeo, passa a far parte del gruppo Audi e nel 2004 diviene direttore del design degli esterni alla Lamborghini sotto la guida di Luc Donckerwolke, partecipando ai progetti delle nuove evoluzioni delle Muciélago e Gallardo oltre che della concept car Lamborghini Miura Concept. Nel 2006 è stato promosso a capo design della casa, rinnovando la gamma con Aventador e Huracán, e introducendo una nuova linea di few-off con Reventón (su base Murciélago),  Aventador J, Veneno e Centenario (su base Aventador), e le relative versioni roadster. Numerose sono le concept car presentate sotto la sua direzione: Estoque, Sesto Elemento, Urus e Asterion.
Nel 2015 Walter de Silva, divenuto presidente dell'Italdesign al posto di Giorgetto Giugiaro, lo nomina direttore dello stile e mantiene la doppia carica in Lamborghini fino all'anno successivo, quando con il ritiro di de Silva rimane soltanto in IDG. La prima concept presentata è la GTZero, una shooting brake elettrica. Contribuisce alla creazione del marchio Italdesign Automobili Speciali per la realizzazione di vetture in serie limitata, per la prima volta per l'azienda che non aveva mai venduto auto con il proprio marchio; il primo modello presentato è la coupé Zerouno, seguito l'anno successivo dalla roadster Duerta. Come direttore del design presenta anche altre concept car a marchio IDG, come il modulo PopUp a decollo verticale in collaborazione con Airbus, e DaVinci, prototipo elettrico per i 500 anni dalla morte di Leonardo da Vinci. Da una collaborazione tra i centri stile di Italdesign e Nissan nasce GT-R50 by Italdesign, che verrà prodotta in serie limitata di 50 esemplari.
A settembre 2019 diviene direttore del design presso l'Advanced Design Studio Europe del marchio Genesis, incarico che lascia nel 2021.

## Modelli
- Lamborghini Gallardo Superleggera e LP 560-4 (2007 e 2008)
- Lamborghini Murciélago LP 640 (2006)[7]
- Lamborghini Reventón (2007)
- Lamborghini Estoque (2008)
- Lamborghini Sesto Elemento (2010)
- Lamborghini Aventador (2011)
- Lamborghini Urus Concept (2012)
- Lamborghini Huracán (2014)
- Lamborghini Veneno (2013)
- Lamborghini Asterion (2014)
- Lamborghini Centenario (2016)
- Italdesign GTZero (2016)
- Italdesign PopUp (2017)
- Italdesign Zerouno (2017)[8] e Zerouno Duerta (2018)
- Italdesign DaVinci (2019)